# Melvin Twellaar
Melvin Twellaar (Den Horn, 23 december 1996) is een Nederlands roeier, die bij de Olympische Spelen van 2020 en 2024 zilver wist te behalen in de dubbeltwee. In 2022 werd hij bij de Europese Kampioenschappen in München kampioen in de skiff. Bij de Wereldkampioenschappen van 2023 in Belgrado behaalde hij samen met Stef Broenink overtuigend het goud in de dubbeltwee.

## Levensloop
Twellaar werd geboren in Den Horn en kwam via een zomercursus terecht bij roeivereniging KGR De Hunze. Hij bleek talent te hebben. Zo won hij op 17-jarige leeftijd zilver op de wereldkampioenschappen onder 19-jaar. Als junior maakte Twellaar de overstap naar G.S.R. Aegir. Eind 2018 werd hij uitgenodigd om in Amsterdam met de nationale selectie mee te trainen. Daar werd hij gekoppeld aan Stef Broenink, die net zijn plaats in de dubbelvier was kwijtgeraakt. 
Al snel bleken Twellaar en Broenink beter dan de eerste Nederlandse dubbeltwee bestaande uit Niki van Sprang en Amos Keijser. Dat koppel kreeg nog wel de voorkeur voor de Wereldkampioenschappen in 2019, maar stelde daar teleur met een zevende plaats, waarmee zij niet aan de kwalificatie-eisen van NOC*NSF voldeden voor de Olympische Spelen. Begin 2020 werden Twellaar en Broenink aangewezen als koppel voor de Spelen, hoewel zeker Broenink ook goed was in de skiff. Dat dit een juiste keuze was, bewees het duo met een gouden medaille op de Europese kampioenschappen in het najaar van 2020. Het jaar daarop wonnen zij zilver in het Italiaanse Varese.
Broenink en Twellaar wonnen in juli 2021 op de Olympische Spelen in Tokio een zilveren medaille; de Franse dubbeltwee was 0,2 seconde sneller.
Bij de Europese Kampioenschappen in 2022 in München wist Twellaar in een sterk veld verrassend in de eindsprint zowel de olympisch kampioen Stefanos Douskos als de regerend wereldkampioen Oliver Zeidler te verslaan en daarmee het goud te behalen, als eerste Nederlandse man sinds 93 jaar. Op de Wereldkampioenschappen 2022 in het Tsjechische Račice haalde Twellaar het zilver, ditmaal achter Zeidler.

## Persoonlijk
Twellaar studeert pedagogiek aan de Hogeschool van Amsterdam. Hij heeft een relatie met roeister Martine Veldhuis.

## Resultaten

### Olympische Zomerspelen
| Jaar | Plaats | Resultaten       |
| ---- | ------ | ---------------- |
| 2024 | Parijs | in de dubbeltwee |
| 2020 | Tokio  | in de dubbeltwee |

### Wereldkampioenschappen
| Jaar | Plaats   | Resultaten       |
| ---- | -------- | ---------------- |
| 2022 | Račice   | in de skiff      |
| 2023 | Belgrado | in de dubbeltwee |

### Europese kampioenschappen
| Jaar | Plaats  | Resultaten       |
| ---- | ------- | ---------------- |
| 2020 | Poznań  | in de dubbeltwee |
| 2021 | Varese  | in de dubbeltwee |
| 2022 | München | in de skiff      |
| 2023 | Bled    | in de dubbeltwee |